# Zosperamerus vittatus
Zosperamerus vittatus är en insektsart som beskrevs av Bruner, L. 1920. Zosperamerus vittatus ingår i släktet Zosperamerus och familjen gräshoppor. Inga underarter finns listade i Catalogue of Life.